# فرد نونان
فرد نونان (بالإنجليزية: Fred Noonan)‏ هو طيار وملاح أمريكي، ولد في 4 أبريل 1893 في مقاطعة كوك في الولايات المتحدة، وتوفي في 20 يونيو 1938 في المحيط الهادئ.

## وصلات خارجية
- فرد نونان على موقع الموسوعة البريطانية (الإنجليزية)